# Oevenum
Oevenum este o comună din landul Schleswig-Holstein, Germania.